# Cophinopoda schumanni
Cophinopoda schumanni là một loài ruồi trong họ Asilidae. Cophinopoda schumanni được Hradský & Hüttinger miêu tả năm 1982. Loài này phân bố ở miền Ấn Độ - Mã Lai.